# Michael II. Savojský
Michael II. Savojský (? - 1384 nebo 1385?) byl německý sochař a kameník, syn mistra Michaela Savojského, který byl v pořadí pátým stavitelem (Dombaumeisterem) katedrály v Kolíně nad Rýnem.

## Život a dílo
Michael byl zetěm Petra Parléře a spolu se svými bratry Janem a Rudgerem také významným členem pražské parléřovské huti. Jako stavitel byl odpovědný za stavbu Staroměstské mostecké věže od přízemí do prvního patra a byl patrně autorem její sochařské výzdoby. V letech 1381-1383 pracoval jako sochař na výzdobě svatopetrského portálu (spolu s Jindřichem IV. Parléřem) katedrály v Kolíně nad Rýnem a je autorem sochy Proroka.
Jeho bratr Rudger byl od roku 1363 měšťanem a od roku 1369 stavitelem v nizozemském Kampenu. Jako člen svatovítské huti je uváděn v letech 1372-1373.